# Vauban (Saône-et-Loire)
Vauban település Franciaországban, Saône-et-Loire megyében. Lakosainak száma 236 fő (2022. január 1.). Vauban Saint-Laurent-en-Brionnais, Ligny-en-Brionnais, Saint-Christophe-en-Brionnais, Saint-Maurice-lès-Châteauneuf és Vareilles községekkel határos.

## Népesség
A település népessége az elmúlt években az alábbi módon változott:
| Lakosok száma | 234  | 226  | 233  | 223  | 222  | 225  | 227  | 230  | 236  |
|               | 2013 | 2015 | 2016 | 2017 | 2018 | 2019 | 2020 | 2021 | 2022 |